# Lijst van natuurparken in Spanje
Hieronder volgt een lijst van natuurparken in Spanje (Spaans/Galicisch: parque natural, Baskisch: parke naturala, Catalaans/Valenciaans: parc natural).
Volgens de Spaanse wet is een natuurpark een "natuurgebied met speciale biologische of landschappelijke eigenschappen waarin de natuur beschermd wordt". In sommige autonome regio’s (Madrid, Murcia, deels in Castilië-León) spreekt men over een regionaal park (parque regional).
De Spaanse natuurparken mogen niet verward worden met de 16 Spaanse nationale parken (parque nacional) , waarin de natuur veel strenger wordt beschermd.

## Andalusië
| Naam natuurpark                                    | Foto |
| -------------------------------------------------- | ---- |
| Natuurpark Los Alcornocales                        |      |
| Natuurpark Bahía de Cádiz                          |      |
| Natuurpark Cabo de Gata-Níjar                      |      |
| Natuurpark Despeñaperros                           |      |
| Natuurpark del Estrecho (Straat van Gibraltar)     |      |
| Natuurpark Sierra de Andújar                       |      |
| Natuurpark Sierra de Grazalema                     |      |
| Natuurpark Sierra María-Los Vélez                  |      |
| Natuurpark Sierra Mágina                           |      |
| Natuurpark Sierras de Cazorla, Segura y Las Villas |      |
| Natuurpark Sierras de Tejeda, Almijara y Alhama    |      |
| Natuurpark Sierras Subbéticas                      |      |
| Natuurpark Sierra de Aracena y Picos de Aroche     |      |
| Natuurpark Sierra de Baza                          |      |
| Natuurpark Sierra de Castril                       |      |
| Natuurpark Sierra de Hornachuelos                  |      |
| Natuurpark Sierra de Huétor                        |      |
| Natuurpark Sierra Morena de Sevilla                |      |
| Natuurpark La Breña y Marismas del Barbate         |      |
| Natuurpark Montes de Málaga                        |      |
| Natuurpark Sierra de Cardeña y Montoro             |      |

## Cantabrië
| Naam natuurpark                                  | Foto |
| ------------------------------------------------ | ---- |
| Natuurpark Collados del Asón                     |      |
| Natuurpark Dunas de Liencres                     |      |
| Natuurpark Marismas de Santoña, Victoria y Joyel |      |
| Natuurpark Oyambre                               |      |
| Natuurpark Saja-Besaya                           |      |

## Aragón
| Naam natuurpark                      | Foto |
| ------------------------------------ | ---- |
| Natuurpark Moncayo                   |      |
| Natuurpark Monasterio de Piedra      |      |
| Natuurpark Posets-Maladeta           |      |
| Natuurpark Valles Occidentales       |      |
| Natuurpark Sierra y Cañones de Guara |      |

## Asturië
| Naam natuurpark                               | Foto |
| --------------------------------------------- | ---- |
| Natuurpark Fuentes del Narcea, Degaña e Ibias |      |
| Natuurpark Ponga                              |      |
| Natuurpark Redes                              |      |
| Natuurpark Somiedo                            |      |
| Natuurpark Las Ubiñas-La Mesa                 |      |

## Galicië
| Naam natuurpark                                                     | Foto |
| ------------------------------------------------------------------- | ---- |
| Natuurpark Baixa Limia e Serra do Xurés                             |      |
| Natuurpark Monte Aloia                                              |      |
| Natuurpark Complexo dunar de Corrubedo e lagoas de Carregal e Vixán |      |
| Natuurpark Fragas do Eume                                           |      |
| Natuurpark O Invernadeiro                                           |      |
| Natuurpark Xunqueira de Alba                                        |      |
| Natuurpark Serra da Enciña da Lastra                                |      |

## Castilië-La Mancha
| Naam natuurpark                              | Foto |
| -------------------------------------------- | ---- |
| Natuurpark Alto Tajo                         |      |
| Natuurpark Barranco del Río Dulce            |      |
| Natuurpark Calares del Mundo y de la Sima    |      |
| Natuurpark Hayedo de Tejera Negra            |      |
| Natuurpark Lagunas de Ruidera                |      |
| Natuurpark Serranía de Cuenca                |      |
| Natuurpark Sierra Norte de Guadalajara       |      |
| Natuurpark Valle de Alcudia y Sierra Madrona |      |

## Castilië en León
| Naam natuurpark                                            | Foto |
| ---------------------------------------------------------- | ---- |
| Natuurpark Arribes del Duero                               |      |
| Natuurpark Babia y Luna                                    |      |
| Natuurpark Cañón del Río Lobos                             |      |
| Natuurpark Hoces del Alto Ebro y Rudrón                    |      |
| Natuurpark Hoces del Río Duratón                           |      |
| Natuurpark Hoces del Río Riaza                             |      |
| Natuurpark Lago de Sanabria y sierras Segundera y de Porto |      |
| Natuurpark Laguna Negra y los Circos Glaciares de Urbión   |      |
| Natuurpark Lagunas Glaciares de Neila                      |      |
| Natuurpark Las Batuecas-Sierra de Francia                  |      |
| Natuurpark Montaña Palentina                               |      |
| Natuurpark Montes Obarenes-San Zadornil                    |      |
| Natuurpark Sierra Norte de Guadarrama                      |      |
| Parque Regional de la Sierra de Gredos                     |      |

## La Rioja
| Naam natuurpark                | Foto |
| ------------------------------ | ---- |
| Natuurpark Sierra de Cebollera |      |

## Extremadura
| Naam natuurpark               | Foto |
| ----------------------------- | ---- |
| Natuurpark Cornalvo           |      |
| Natuurpark Tajo Internacional |      |

## Navarra
| Naam natuurpark              | Foto |
| ---------------------------- | ---- |
| Natuurpark Bardenas Reales   |      |
| Natuurpark Señorío de Bértiz |      |
| Natuurpark Urbasa-Andía      |      |

## Baskenland
| Naam natuurpark             | Foto |
| --------------------------- | ---- |
| Natuurpark Urkiola          |      |
| Natuurpark Aizkorri-Aratz   |      |
| Natuurpark Gorbeia          |      |
| Natuurpark Izki             |      |
| Natuurpark Valderejo        |      |
| Natuurpark Pagoeta          |      |
| Natuurpark Aiako Harria     |      |
| Natuurpark Sierra de Aralar |      |
| Natuurpark Armañón          |      |

## Canarische eilanden
| Naam natuurpark                 | Foto |
| ------------------------------- | ---- |
| Natuurpark Corona Forestal      |      |
| Natuurpark Corralejo            |      |
| Natuurpark Archipiélago Chinijo |      |
| Natuurpark Cumbre Vieja         |      |
| Natuurpark Islote de Lobos      |      |
| Natuurpark Jandía               |      |
| Natuurpark Las Nieves           |      |
| Natuurpark Los Volcanes         |      |
| Natuurpark Majona               |      |
| Natuurpark Pilancones           |      |
| Natuurpark Tamadaba             |      |

## Balearen
| Naam natuurpark                                    | Foto |
| -------------------------------------------------- | ---- |
| Natuurpark s’Albufera de Mallorca                  |      |
| Natuurpark s’Albufera des Grau                     |      |
| Natuurpark Cala d'Hort, Cap Llentrisca i Sa Talaia |      |
| Natuurpark Es Trenc-Salobrar de Campos             |      |
| Natuurpark Sa Dragonera                            |      |
| Natuurpark Mondragó                                |      |
| Natuurpark Península de Llevant                    |      |
| Natuurpark Ses Salines d’Eivissa i Formentera      |      |

## Murcia
| Naam natuurpark                                                   | Foto |
| ----------------------------------------------------------------- | ---- |
| Regionaal park Cabo Cope y Puntas de Calnegre                     |      |
| Regionaal park Calblanque, Monte de las Cenizas y Peña del Águila |      |
| Regionaal park El Valle y Carrascoy                               |      |
| Regionaal park Salinas y Arenales de San Pedro del Pinatar        |      |
| Regionaal park Sierra Espuña                                      |      |
| Regionaal park Sierra del Carche                                  |      |
| Regionaal park Sierra de la Pila                                  |      |

## Madrid
| Naam natuurpark                                            | Foto |
| ---------------------------------------------------------- | ---- |
| Regionaal park Cuenca Alta del Manzanares                  |      |
| Regionaal park Sureste                                     |      |
| Regionaal park Curso medio del río Guadarrama y su entorno |      |

## Valencia
| Naam natuurpark                                   | Foto |
| ------------------------------------------------- | ---- |
| Natuurpark Carrascar de la Font Roja              |      |
| Natuurpark Chera-Sot de Chera                     |      |
| Natuurpark Desert de les Palmes                   |      |
| Natuurpark El Fondo                               |      |
| Natuurpark Gorges del Cabriol (Hoces del Cabriel) |      |
| Natuurpark L’Albufera                             |      |
| Natuurpark Llacunes de La Mata i Torrevella       |      |
| Natuurpark Marjal de Pego-Oliva                   |      |
| Natuurpark Penyagolosa                            |      |
| Natuurpark Penyal d’Ifac                          |      |
| Natuurpark Prat de Cabanes-Torreblanca            |      |
| Natuurpark Pobla de Sant Miquel                   |      |
| Natuurpark Salines de Santa Pola                  |      |
| Natuurpark Serra Calderona                        |      |
| Natuurpark Serra d’Espadà                         |      |
| Natuurpark Serra d’Irta                           |      |
| Natuurpark Serra de Mariola                       |      |
| Natuurpark Serra Gelada                           |      |
| Natuurpark Tinença de Benifassà                   |      |
| Natuurpark Túria                                  |      |

## Catalonië
| Naam natuurpark                                      | Foto |
| ---------------------------------------------------- | ---- |
| Natuurpark Alt Pirineu                               |      |
| Natuurpark Capçaleres del Ter i del Freser           |      |
| Natuurpark Cap de Creus                              |      |
| Natuurpark Collserola                                |      |
| Natuurpark Delta de l'Ebre                           |      |
| Natuurpark El Montgrí, les Illes Medes i el Baix Ter |      |
| Natuurpark Els Ports                                 |      |
| Natuurpark Aiguamolls de l'Empordà                   |      |
| Natuurpark Montserrat                                |      |
| Natuurpark Montseny                                  |      |
| Natuurpark Sant Llorenç del Munt i l'Obac            |      |
| Natuurpark Serra de Montsant                         |      |
| Natuurpark Cadí-Moixeró                              |      |
| Natuurpark Zona Volcànica de la Garrotxa             |      |